# Вивез
Виве́з (фр. Vivaise) — коммуна во Франции, находится в регионе Пикардия. Департамент коммуны — Эна. Входит в состав кантона Лан-1. Округ коммуны — Лан.
Код INSEE коммуны — 02821.

## Население
Население коммуны на 2010 год составляло 768 человек.
| 1962 | 1968 | 1975 | 1982 | 1990 | 1999 | 2010 |
| ---- | ---- | ---- | ---- | ---- | ---- | ---- |
| 255  | 292  | 448  | 660  | 704  | 702  | 768  |

## Экономика
В 2010 году среди 485 человек трудоспособного возраста (15—64 лет) 334 были экономически активными, 151 — неактивными (показатель активности — 68,9 %, в 1999 году было 71,5 %). Из 334 активных жителей работали 301 человек (159 мужчин и 142 женщины), безработных было 33 (14 мужчин и 19 женщин). Среди 151 неактивных 47 человек были учениками или студентами, 62 — пенсионерами, 42 были неактивными по другим причинам.